# Pamares parvus
Pamares parvus là một loài côn trùng trong họ Myrmeleontidae thuộc bộ Neuroptera. Loài này được Mansell miêu tả năm 1990.